# Westminster (Maryland)
Westminster é uma cidade localizada no estado americano de Maryland, no Condado de Carroll. A cidade foi fundada em 1764, incorporada em 1818.

## Demografia
Segundo o censo americano de 2000, a sua população era de 16.731 habitantes.
Em 2006, foi estimada uma população de 17.870, um aumento de 1139 (6.8%).

## Geografia
De acordo com o United States Census Bureau tem uma área de
14,8 km², dos quais 14,8 km² cobertos por terra e 0,0 km² cobertos por água. Westminster localiza-se a aproximadamente 229 m acima do nível do mar.

## Localidades na vizinhança
O diagrama seguinte representa as localidades num raio de 20 km ao redor de Westminster.